# Ioan Bogdan
Ioan Bogdan, appelé aussi Ion Bogdan (né le 6 mars 1915 à Bucarest, et mort le 10 juillet 1992) était un joueur devenu par la suite entraîneur de football roumain.

## Biographie

### Carrière de club
Il commence tout d'abord dans sa carrière par jouer dans l'équipe jeunes du Unirea Tricolor Bucarest entre 1928 et 1933.
Il débute ensuite dans la même équipe en senior et reste au club jusqu'en 1936 (en tout 43 matchs et 23 buts). Il rejoint l'un des grands clubs roumains de la capitale, le Rapid Bucarest où il reste 10 ans (sauf une parenthèse en 1938 où il est prêté en France au Red Star FC), et a en tout inscrit 55 buts en 107 matchs (il termine meilleur buteur du championnat roumain en 1941). 
De 1946 à 1947, il rejoint le championnat hongrois et l'équipe du MTK Hungária FC, puis va terminer sa carrière en Italie entre 1947 et 1948 à l'AS Bari où il ne marque qu'un but en 4 matchs.

### Carrière en sélection nationale
Il évolue durant 5 ans entre 1937 et 1942 avec l'équipe de Roumanie.
Il a en tout inscrit 3 buts en 12 matchs, et est notamment connu pour avoir participé à la coupe du monde 1938 en France, où son équipe ne brille pas et est éliminée dès le 1er tour par Cuba.

### Carrière d'entraineur
Après sa retraite de joueur, il devient entraineur. Il effectue sa carrière au Liban et prend tout d'abord les rênes du club d'Al Shabiba Mazraa entre 1966 et 1967. Il s'occupe ensuite du Racing Beyrouth de 1967 à 1968.

## Palmarès

### Joueur
- Coupe de Roumanie (6) :
  - 1937, 1938, 1939, 1940, 1941, 1942.
- Meilleur buteur du championnat roumain : 1941.
- Total de matchs joués en championnat roumain : 150 matchs - 78 buts
- Total de matchs joués en équipe de Roumanie : 12 matchs - 3 buts
- Total de matchs joués en équipe de Roumanie B : 2 matchs - 2 buts[1]

### Entraîneur
- Championnat du Liban (2):
  - 1967, 1970.